# Памятник советским лётчикам (Ржев)
Па́мятник сове́тским лётчикам — самолёт-памятник МиГ-17 установленный на высоком холме в долине реки Холынки. Одна из доминант центральной части города Ржева Тверской области.

## История создания
Самолет-памятник МиГ-17 был установлен на левом берегу реки Холынки в 1973 году в честь советских лётчиков, освобождавших Ржев в Великой Отечественной войне.
Выбор в пользу именно этого типа самолёта был сделан неслучайно. Именно МиГ-17 после войны успешно осваивал ржевский авиагарнизон, которым командовал знаменитый лётчик-ас Александр Покрышкин. Как сам Покрышкин, так и многие его подчинённые, являлись непосредственными участниками Ржевской битвы, и именно работа по освоению этой машины связала тогда всех ржевских фронтовиков воедино.
С 2008 по 2014 год самолёт находился на длительной реставрации на 514-м ржевском авиационном ремонтном заводе. После торжественного возвращения 3 октября 2014 года на площадке рядом с самолётом было организовано освещение, установлены скамейки, обустроены клумбы. Территория возле памятника стала местом отдыха жителей и гостей города.

## Описание
Памятник представляет собой самолёт модификации МиГ-17ПФУ, снаряжённый пушечным и ракетным вооружением, поднятый на высокий постамент состоящий из трёх плит, под каждое шасси самолёта.
Памятник установлен таким образом, что с правого берега реки Холынки и от обелиска освободителям города открывается отличный вид на самолёт. МиГ-17 как будто взмывает над долиной реки.
На южной стороне постамента закреплена аннотационная доска с рельефным текстом.
| Текст доски гласит: Отважным советским лётчикам - участникам боёв за освобождение г. Р ж е в а от немецко-фашистских захватчиков в Великую Отечественную войну 1941-1945 г.г. ——— ★ ——— |

|  |  |  |